# 阻止
| ウィキペディアには「阻止」という見出しの百科事典記事はありません（タイトルに「阻止」を含むページの一覧/「阻止」で始まるページの一覧）。 代わりにウィクショナリーのページ「阻止」が役に立つかもしれません。 |